# Trivial File Transfer Protocol
| Familie: | UDP/IP                                                         |                 |                 |                 |                 |
| Einsatzgebiet: | Laden von Betriebssystemen und anderen Daten über das Netzwerk |                 |                 |                 |                 |
| Ports: | 69/UDP                                                         |                 |                 |                 |                 |
| TFTP im TCP/IP-Protokollstapel : Anwendung TFTP Transport UDP Internet IP ( IPv4 , IPv6 ) Netzzugang Ethernet Token Bus Token Ring FDDI … |                                                                |                 |                 |                 |                 |
| Anwendung | TFTP                                                           | TFTP            | TFTP            | TFTP            | TFTP            |
| Transport | UDP                                                            | UDP             | UDP             | UDP             | UDP             |
| Internet | IP (IPv4, IPv6)                                                | IP (IPv4, IPv6) | IP (IPv4, IPv6) | IP (IPv4, IPv6) | IP (IPv4, IPv6) |
| Netzzugang | Ethernet                                                       | Token Bus       | Token Ring      | FDDI            | …               |

Das Trivial File Transfer Protocol (TFTP) ist ein sehr einfaches Dateiübertragungsprotokoll. Es wurde 1981 auf der Basis von EFTP entwickelt. TFTP unterstützt lediglich das Lesen oder Schreiben von Dateien. Nicht vorhanden sind viele Funktionen des mächtigeren FTP wie etwa Rechtevergabe mittels chmod, Anzeigen der vorhandenen Dateien oder Benutzerauthentifizierung.

## Das Protokoll
Im Gegensatz zu FTP, das ein verbindungsorientiertes Transportprotokoll erfordert, wird TFTP normalerweise über ein verbindungsloses Protokoll wie UDP betrieben. Allerdings gibt es die Ähnlichkeit zu FTP, dass die Daten nicht in der gleichen Verbindung wie die Steuerungskommandos übertragen werden. Der Client fragt eine Aktion (lesen/schreiben) zwar auf dem Port 69 an, aber der Server sendet nicht mit Port 69 als Quellport, wie man es beispielsweise von DNS kennt (mit Port 53). Client und Server wählen vielmehr sogenannte Transfer IDentifiers (TID). Diese TIDs entsprechen dem UDP-Port auf der jeweiligen Seite und liegen im Bereich von 1024 bis 65535.
Motivation für die Entwicklung von TFTP war das Laden von Betriebssystemen oder Konfigurationen über das Netzwerk. Da dies meist von einer Firmware oder einem kleinen Bootloader aus durchgeführt wird, sind das verbindungsorientierte TCP und das darauf aufsetzende FTP viel zu komplex für diesen Zweck. TFTP wurde dagegen bewusst einfach gehalten mit den Funktionen:
- paketorientiertes Protokoll
- Lesen und Schreiben von Dateien (oder E-Mails) auf einem Server
- keine Auflistung von Verzeichnisinhalten
- keine Authentifizierung, Kompression oder Verschlüsselung
- maximale Dateigröße 32 MBytes (16 MBytes bei manchen Implementierungen), 1998 durch RFC 2347[2] auf 4 GB erweitert, bzw. unbegrenzt durch block number wraparound.
- Paketgröße auf 512 Bytes festgelegt. Die 1998 eingebrachte RFC 2348[3] erlaubt die Aushandlung der Blockgröße zwischen Client und Server.

## Beispiel
Eine Kommunikation könnte ungefähr so aussehen:
| Client Port | Kommando        | Server Port |
| ----------- | --------------- | ----------- |
| 32534       | – RRQ filexxx → | 69          |
| 32534       | ← DATA 'xyz’ –  | 1765        |
| 32534       | – ACK →         | 1765        |
| 32534       | ← DATA 'xyz’ –  | 1765        |
| 32534       | – ACK →         | 1765        |
| 32534       | ← DATA 'xyz’ –  | 1765        |
| 32534       | …               | 1765        |
| 32534       | …               | 1765        |
| 32534       | – Error →       | 1765        |

In diesem Beispiel ist das Lesen vom Server fehlgeschlagen, weil etwa auf dem Client kein Speicherplatz mehr zur Verfügung stand.

## Laden von Betriebssystemen und Konfigurationen
Die Firmware von netzwerkfähigen Geräten, beispielsweise Personal Computer, bietet meist die Möglichkeit eines Netzboots, das heißt das Starten des Gerätes über ein Netzwerk. Dies kann entweder direkt über die Eingabe von Dateiname und IP-Adresse (inklusive Subnetzmaske und Gateway) geschehen, oder über ein eigens dafür geschaffenes Protokoll wie BOOTP oder PXE. Nach dem Initialisieren der Netzwerkkarte sucht die Firmware in letzterem Fall meist via DHCP selbständig einen Server und lädt die entsprechende Datei herunter. Diese Datei entspricht dem ersten Teil des zu startenden Betriebssystems, kann z. B. der Kernel sein. Sobald die Datei per TFTP in den Arbeitsspeicher des Gerätes übertragen wurde, wird diese ausgeführt und holt sich im Anschluss weitere benötigte Dateien ebenfalls per Netzwerk auf das im Netzboot befindliche Gerät.
Beispiele für TFTP-fähige Firmware:
- das PC-BIOS bei IBM-PC-kompatiblen Computern
- die Open Firmware u. a. bei IBM- und Apple-PowerPC-Rechnern (PReP und New-World-Mac)[4]
- der BIOS-Nachfolger UEFI u. a. bei IA-64 (Itanium), PCs und Macs

Bei der Verwendung von TFTP sind nur verbindungslose Protokolle erforderlich, es kann daher mit nur wenig Aufwand in einem ROM implementiert werden. Zudem müssen durch einen Netzboot gestartete Geräte keine zusätzlichen Datenspeicher wie Festplatten bereitstellen, was kleinere und billigere Geräte ermöglicht. Daneben wird TFTP auch dazu verwendet, um Computerarbeitsplätze in großen Netzwerken (Schulen, Universitäten, Firmen) zentral zu administrieren, was den Verwaltungsaufwand reduziert.
Weitere Beispiele zur Nutzung von TFTP:
- Die Konfigurationen und IOS-Images von Cisco-Routern und Switches können auch auf TFTP-Servern gesichert werden.
- Siemens-Telefonanlagen können die Gebührendatensätze von Telefongesprächen auf TFTP-Servern ablegen.

## Missbrauch
Bestimmte Arten von Computerwürmern wie beispielsweise W32.Blaster nutzen TFTP-Server zu ihrer Verbreitung. Deshalb sollte dem Windows-Service tftp.exe bei Benutzung einer Personal Firewall standardmäßig der Internetzugriff verweigert werden.

## Programme
Server (Beispiele):
- tftpd (TFTP Daemon, Standard-Komponente auf Linux und verwandten Systemen)
- TFTPD.EXE (TFTP Service, enthalten in Windows Server 2000, Windows XP, Windows Server 2003, Windows Server 2008 und Windows Server 2012)
- TFTPD32 (Open-Source-TFTP-Server/-Client und DHCP/DNS-Server für Windows)
- PumpKIN (freie Server- und GUI-Anwendung für Windows, enthält auch Client-Fähigkeiten)
- SolarWinds TFTP-Server (für Windows)
- Open TFTP Server (GNU GPL lizenzierter TFTP-Server für Windows, läuft auch als Service)

Clients (Beispiele):
- TFTP ist ein optionaler Bestandteil zahlreicher BIOS-Varianten und BIOS-Erweiterungen (z. B. per EEPROM auf einer Netzwerkkarte) von PC-Systemen
- TFTP wird von diversen Thin-Clients und fremd-bootbaren Terminals implementiert
- eine Funktionalität im Open Source Bootloader namens uBoot für Embedded-Systeme, verkoppelt sowohl mit der uBoot-Shell als auch mit dem selbständigen Boot-Prozess
- ein in Embedded-Systemen mit Busy Box integrierter Kommandozeilenbefehl namens tftp
- das in Linux bzw. Cygwin enthaltene Programm tftp
- das in einigen Windows-Versionen enthaltene Programm TFTP.EXE

## Normen und Standards
TFTP wurde in mehreren Schritten als Request for Comments (RFC) weiterentwickelt:
- RFC: 783 – Trivial File Transfer Protocol (Revision 2). 1981 (aktualisiert durch RFC 1350, englisch).
- RFC: 1350 – Trivial File Transfer Protocol (Revision 2). 1992 (englisch).
  - RFC: 1782 – TFTP Option Extension. 1995 (veraltet, englisch).
  - RFC: 1783 – TFTP Blocksize Option. 1995 (veraltet, englisch).
  - RFC: 1784 – TFTP Timeout Interval and Transfer Size Options. 1995 (veraltet, englisch).
  - RFC: 1785 – TFTP Option Negotiation Analysis. 1995 (nur zur Information, englisch).

Die Weiterentwicklung der Erweiterungen auf der Basis von RFC 1350 erfolgte 1998 und 2015:
- RFC: 2347 – TFTP Option Extension. 1998 (englisch).
- RFC: 2348 – TFTP Blocksize Option. 1998 (englisch).
- RFC: 2349 – TFTP Timeout Interval and Transfer Size Options. 1998 (englisch).
- RFC: 7440 – TFTP Windowsize Option. 2015 (englisch).